# Permingeatite
La permingeatite è un minerale.